# Tisserin à bec grêle
Ploceus subpersonatus
Espèce
Statut de conservation UICN

 VU C2a(i) : Vulnérable
Le Tisserin à bec grêle (Ploceus subpersonatus) est une espèce de passereau de la famille des Ploceidae.

## Répartition et habitat
Son aire dissoute s'étend le long des zones côtières, notamment à travers les mangroves d'Afrique centrale.
Il habite les forêts sèches tropicales et subtropicales, les savannes sèches et les zones marécageuses.
Il est menacé par la perte de son habitat.